# Peter Hindley
Peter Hindley (sinh ngày 19 tháng 5 năm 1944) là một cựu cầu thủ bóng đá người Anh thi đấu ở Football League cho Nottingham Forest, Coventry City và Peterborough United. Ông cũng từng thi đấu cho U-23 Anh.
Cha anh, Frank Hindley, thi đấu League football cho Nottingham Forest và Brighton & Hove Albion trước và sau Thế chiến thứ II.